# Миша Мирковић
Михаило Миша Мирковић (Крушевица, 20. август 1931) је југословенски филмски и позоришни глумац.

## Биографија
Током Другог светског рата био је курир код партизана као дечак, и служио код Пека Дапчевића, Моше Пијадеа и Саве Ковачевића. Његовог оца убили су војници НДХ. Као глумца најпознатија је његова улога Бакоња фра Брнеа.

## Филмографија
Глумац | Редитељ | Заменик редитеља | Селф |
| Глумац | ▲ |
| ------ | - |

Дугометражни филм | ТВ филм
|                   | 1940 | 1950 | 1960 | Укупно |
| ----------------- | ---- | ---- | ---- | ------ |
| Дугометражни филм | 4    | 5    | 0    | 9      |
| ТВ филм           | 0    | 0    | 1    | 1      |
| Укупно            | 4    | 5    | 1    | 10     |
|           | Назив                   | Улога                    |
| --------- | ----------------------- | ------------------------ |
| 1946      | У планинама Југославије | Симела (као М Мирковић)  |
| 1947      | Живјеће овај народ      | Мићо - партизански курир |
| 1949      | Барба Жване             | Десетар                  |
| 1949      | Мајка Катина            | Никос                    |
| 1950-te ▲ |                         |                          |
| 1951      | Бакоња фра Брне         | Бакоњa                   |
| 1952      | Хоја! Леро!             | /                        |
| 1953      | Невјера                 | /                        |
| 1955      | Песма са Кумбаре        | Милован                  |
| 1958      | Погон Б                 | Петровић                 |
|      | Назив   |
| ---- | ------- |
| 1962 | Коштана |
| Редитељ | ▲ |
| ------- | - |

|      | Назив             |
| ---- | ----------------- |
| 1965 | Соба 17           |
| 1965 | Француске краљице |
| Заменик редитеља | ▲ |
| ---------------- | - |

|      | Назив             |
| ---- | ----------------- |
| 1961 | Нема малих богова |
| 1961 | Срећа у торби     |
| Селф | ▲ |
| ---- | - |

|      | Назив         |
| ---- | ------------- |
| 1955 | Светло у тами |
| Од | До | Назив | Улога |
| -- | -- | ----- | ----- |